# .jobs
Pour les articles homonymes, voir Powell et Jobs.
.jobs est un domaine de premier niveau commandité du système de nom de domaine (Domain Name System) d'Internet approuvé par l'ICANN le 8 avril 2005 dans le cadre du second groupe de nouveaux domaines de premier niveau.
Ce domaine est réservé aux sites liés à l'emploi. Il est entré dans les serveurs racines du DNS en septembre 2005 et a commencé à accepter des inscriptions plus tard dans la même année.

## Gestion
L’opérateur du domaine .jobs est Employ Media LLC.
Les règles d'inscription au domaine .jobs ont été conçues pour prévenir des abus par des entreprises non qualifiées et chaque demande d’inscription fait l’objet d’une validation. Conséquemment, les inscriptions au domaine ne se font pas en temps réel comme pour le domaine .com et la plupart des autres domaines.

## Utilisation
L'objectif du domaine est de permettre à des organisations de créer un site à leur nom pour annoncer des emplois tout en distinguant ce site des sites offrant des informations générales ou de marketing dans un autre domaine comme .com.
Des organisations peuvent utiliser des sous-domaines d'autres domaines, comme jobs.nom-de-compagnie.com, pour annoncer leurs emplois sans créer un site dans le domaine .jobs. Toutefois, un tel format n’étant pas standardisé, les partisans du domaine .jobs allèguent que les recruteurs ont avantage à communiquer une adresse simple, directe et standardisée dans le domaine .jobs pour promouvoir leurs sites auprès des demandeurs d'emploi.

### Exemples d'utilisation
asda.jobs est un site donnant des informations sur les emplois disponibles à la chaîne de supermarchés britannique Asda alors que le site www.asda.com est le site marketing de la compagnie.
À la fin de 2005, CareerBuilder.com (le plus important site d’offres d’emploi en ligne aux États-Unis) a mis en place le site katrina.jobs comme source d’information sur l'emploi pour les personnes touchées par l'ouragan Katrina.

## Statistiques d'usage
En janvier 2025, environ 52 300 domaines utilisent l'extension .jobs.